# Carmelo Bonomo
Carmelo Bonomo (Modica, 9 febbraio 1890 – ...) è stato un militare italiano, insignito della medaglia d'oro al valor militare a vivente nel corso della guerra italo-turca.

## Biografia
Nacque a Modica il 9 febbraio 1890, figlio di Giuseppe e di Concetta Corallo.  risiede a Siracusa.Venne arruolato nel Regio Esercito il 10 dicembre 1910 per prestare servizio militare di leva nell'arma di fanteria, in forza al 55º Reggimento fanteria e fu trasferito il 1º ottobre 1911 all'84º Reggimento fanteria della brigata Venezia che si mobilitava per l'inizio della guerra all'Impero ottomano.
Il reggimento salpò da Napoli il 9 ottobre 1911 e sbarcò a Tripoli, in Libia, il giorno 11 dello stesso mese raggiungendo le trincee nel tratto Casa Giamal bey – Henni. Si mise ben presto in evidenza con i suoi superiori nel corso delle missioni d pattugliamento e di sorveglianza nelle trincee.
Partecipò al combattimento del 26 ottobre 1911 nel quale le truppe arabo–turche, riuscirono a penetrare di sorpresa in alcuni tratti delle trincee italiane, venendo poi respinti dopo una violenta lotta a corpo a corpo.
Nel corso della battaglia del 20 novembre 1911 a Sidi Bilal per il possesso dell'oasi di Zanzur egli rimase ferito più volte nel corso del contrattacco lanciato dai turchi alle 15:00 contro la collina del Marabutto di Sidi Bilal,  ma continuò a combattere con valore e coraggio. 
Per l'eroico comportamento tenuto nella battaglia fu decorato di medaglia d’oro al valor militare con Regio Decreto 22 marzo 1913.  Ritornato in Italia il 23 ottobre 1912 fu ricoverato presso l'ospedale di Catania venendo poi posto in congedo il 25 gennaio 1913.
Assunto come impiegato per la sorveglianza della Reale tenuta di Palermo, passò poi in servizio presso il Ministero della Pubblica Istruzione, alla Sovraintendenza delle antichità della Sicilia in Siracusa. Fu collocato a riposo nel 1955 per anzianità di servizio stabilendosi definitivamente a Siracusa.

### Annotazioni
1. ↑  Per la magnifica prova di valore data dai suoi reparti, la bandiera del reggimento fu decorata di medaglia d’oro al valor militare.

### Fonti
1. ↑  Carolei, Greganti 1968, p. 164.
2. 1 2 3 4 5 6 7  Combattenti Liberazione.
3. 1 2  Gruppo Medaglie d’Oro al Valore Militare 1952, p. 26.
4. ↑  Quirinale - scheda - visto 23 marzo 2023